# Poison violent
Poison violent (Strong Poison), également publié sous le titre Lord Peter, détective, est un roman policier publié par Dorothy L. Sayers en 1930. C'est le 5e roman de la série mettant en scène Lord Peter Wimsey, l'aristocrate détective amateur.

## Résumé
Accusée du meurtre de son ancien amant, Harriet Vane, une autrice de romans policiers, reçoit en prison la visite de Lord Peter Wimsey qui l'assure de son aide et de sa volonté de prouver son innocence, non sans avouer qu'il est séduit par la jeune femme. Miss Climpson, une vieille fille bien versée dans les enquêtes criminelles et l'un des fidèles bras droits de Lord Peter, parvient à être nommée sur le jury du procès de Miss Vane qu'elle fait déraper.
Lord Peter a maintenant un peu de temps devant lui pour établir qui aurait eu intérêt à faire disparaître Phillip Boyes. Or, cet écrivain peu commun, qui prônait  l'anarchie, l'athéisme et l'amour libre dans ses écrits comme dans sa vie, s'était fait plus d'un ennemi. Et s'il semble, à première vue, que l'arsenic ingéré par la victime lui aurait été offert dans un café servi par Harriet Vane, hypothèse d'autant plus convaincante que l'autrice faisait employer cette méthode par l'assassin dans le roman qu'elle était en train d'écrire), Lord Peter découvre bientôt, grâce à Miss Murchison, une employée de Miss Climpson, l'identité du vrai coupable. Il ne lui reste qu'à trouver la façon que cet habile assassin a bien pu employer pour faire absorber le poison à Boyes. Toutefois le meurtrier n'entend pas se laisser accuser sans riposter...

## Personnages
- Lord Peter Wimsey : détective amateur et aristocrate raffiné.
- Harriet Vane : jeune femme et autrice de romans policiers.
- Philip Boyes : ex-amant de Harriet, décédé par intoxication.
- Norman Urquhart : avocat et cousin de Boyes.
- Rosanna Wrayburn : grand-tante de Boyes et Urqhart.
- Charles Parker : détective professionnel et ami de Lord Peter Wimsey.
- Miss Climpson : agent de Lord Peter.
- Miss Murchison : employée de Miss Climpson.
- Lady Mary Wimsey : jeune sœur de Lord Peter qui deviendra à la fin du roman fiancée du détective Parker.

## Particularités du roman
Poison violent est le premier des quatre romans de la série Lord Peter où apparaît le personnage de la jeune romancière Harriet Vane.
Après Arrêt du cœur, il s'agit ici de le seconde apparition de Miss Climpson dans une des aventures de Lord Peter.

## Honneurs
Poison violent occupe la 67e place au classement des cent meilleurs romans policiers de tous les temps établie par la Crime Writers' Association en 1990.
Poison violent occupe aussi la 36e place au classement des cent meilleurs livres policiers de tous les temps établi par en 1995 l'association des Mystery Writers of America.

## Éditions
Édition originale en anglais
- (en) Dorothy L. Sayers, Strong Poison, Londres, Victor Gollancz Limited, 1930

Éditions françaises
- (fr) Dorothy L. Sayers (auteur) et Perrine Vernay (traducteur), Lord Peter, détective [«  Strong Poison »], Paris, Nouvelle Revue Critique, coll. « L'Empreinte no 42 », 1934, 255 p. (BNF 31307332)
- (fr) Dorothy L. Sayers (auteur) et Perrine Vernay (traducteur), Lord Peter, détective [«  Strong Poison »], Paris, La Maîtrise du Livre, coll. « L'Empreinte no 3 », 1947, 254 p. (BNF 32607234)
- (fr) Dorothy L. Sayers (auteur) et France-Marie Watkins (traducteur) (trad. de l'anglais), Poison violent [« Strong Poison »], Paris, J’ai lu, coll. « J'ai lu - Roman policier no 1718 », 1984, 254 p. (ISBN 2-277-21718-2, BNF 34765567) Cette dernière édition propose une traduction intégrale du texte original.

## Adaptation
La BBC a produit en 1987 une adaptation pour la télévision de Poison violent, avec Edward Petherbridge dans le rôle de Lord Peter Wimsey.